# Развој светског рекорда на 80 метара са препонама за жене
Трка на 80 метара са препонама је женска атлетска дисциплина, која је била на програмима атлетских такмичења од 1926. од 1968. године. Први пут је укључена у програм Олимпијских игара 1932. године и била је на програму до Олимпијских игара 1968., када је замењена трком на 100 метара са препонама .
На европским првенствима на отвореном била је на програму од првог Европског првенства за жене 1938. до Првенства 1996..
На Светским првенствима није било ове дисциплине јер је замењена пре почетка одржавања светских првенстава.
Први званично признати рекорд у овој дисциплини поставила је 12. јуна 1927. у Берлину Немица Ева фон Бредов, а актуелни рекорд у тој дисциплини Вера Корсакова из СССР 16. јуна 1938. у Риги.
У овој дисциплини септембра 1964. је први пут једна југословенска атлетичарка Драга Стамејчич поставила неки светски рекорд.
Сви рекорди су мерени ручно, јер су званична такмичење у овој дисциплини престала, пре него су правила и признавње рекорда електонки мерених.

## Рекорди
| ратификовани рекорди     |
| нератификовани резултати |
| * = изједначен рекорд    |

| Резултат | Атлетичарка        | Земља            | Место                                  | Датум                |
| -------- | ------------------ | ---------------- | -------------------------------------- | -------------------- |
| 13,00    | Људмила Сичрова    | Чехословачка     | Праг, Чехословачка                     | 6. јул, 1926.        |
| 12,8     | Ева фон Бредов     | Немачка          | Берлин Немачка                         | 12. јул 1927.        |
| 12,6     | Људмила Сичрова    | Чехословачка     | Праг, Чехословачка                     | 1. јул, 1928.        |
| 12,2     | Људмила Сичрова    | Чехословачка     | Праг, Чехословачка                     | 1. јул, 1928.        |
| 12,2*    | Helen Filkey       | Сједињене Државе | Сисеро, САД                            | 28. септембар, 1928. |
| 12,2*    | Clarice Kennedy    | Аустрија         | Сиднеј, Аустралија                     | 30. јануар, 1930.    |
| 12,2*    | Марџори Кларк      | Јужна Африка     | Питермарицбург, Јужноафричка Република | 24. мај, 1930.       |
| 12,2*    | Мјуриел Ган-Корнел | Велика Британија | Лондон, Уједињено Краљевство           | 21. јун, 1930.       |
| 12,1     | Мај Јакобсон       | Шведска          | Стокхолм, Шведска                      | 2. септембар, 1928.  |
| 11,8     | Марџори Кларк      | Јужна Африка     | Питермарицбург, Јужноафричка Република | 2. април, 1931.      |
| 11,8*    | Ан О’Брајен        | Сједињене Државе | Пасадена, САД                          | 19. јун, 1932.       |
| 11,8*    | Милдред Дидриксон  | Сједињене Државе | Лос Анђелес, САД                       | 3. август, 1932.     |
| 11,7     | Евелин Хол         | Сједињене Државе | Лос Анђелес, САД                       | 4. август, 1932.     |
| 11,7     | Милдред Дидриксон  | Сједињене Државе | Лос Анђелес, САД                       | 4. август, 1932.     |
| 11,6     | Рут Енгелхард      | Немачка          | Лондон, Уједињено Краљевство           | 11. август 1934.     |
| 11,6*    | Требизонда Вала    | Италија          | Берлин, Немачка                        | 5. avgust 1936.      |
| 11,6*    | Барбара Берк       | Јужна Африка     | Берлин, Немачка                        | 1. август 1937.      |
| 11,6*    | Клаудија Тестони   | Италија          | Беч, Аустрија                          | 17. септембар 1938.  |
| 11,6*    | Клаудија Тестони   | Италија          | Бергамо, Италија                       | 25. јун 1939.        |
| 11,5     | Клаудија Тестони   | Италија          | Милан, Италија                         | 16. јул 1939.        |
| 11,3     | Клаудија Тестони   | Италија          | Гармиш-Партенкирхен, Немачка           | 23. јул 1939.        |
| 11,3*    | Фани Бланкерс-Кун  | Холандија        | Амстердам, Холандија                   | 20. септембар 1942.  |
| 11,3*    | Фани Бланкерс-Кун  | Холандија        | Ајндховен, Холандија                   | 6. јун 1948.         |
| 11,3*    | Фани Бланкерс-Кун  | Холандија        | Амстердам, Холандија                   | 13. јун 1948.        |
| 11,0     | Фани Бланкерс-Кун  | Холандија        | Амстердам, Холандија                   | 20. јун 1948.        |
| 11,0*    | Ширли Стрикланд    | Аустралија       | Хелсинки, Финска                       | 23. јун 1952.        |
| 10,9     | Ширли Стрикланд    | Аустралија       | Хелсинки, Финска                       | 24. јун 1952.        |
| 10,9*    | Марија Голубнича   | Совјетски Савез  | Кијев, СССР                            | 3. август 1954.      |
| 10,8     | Галина Јермоленко  | Совјетски Савез  | Лењинград, СССР                        | 4. јул 1955.         |
| 10,6     | Цента Гастл        | Западна Немачка  | Фрехен, Западна Немачка                | 29. јул 1956.        |
| 10,6*    | Галина Бистрова    | Совјетски Савез  | Краснодар, СССР                        | 8. септембар 1958.   |
| 10,6*    | Норма Тровер       | Аустралија       | Бризбејн, Аустралија                   | 26. март 1960.       |
| 10,6*    | Рима Кошељева      | Совјетски Савез  | Тула, СССР                             | 26. јун 1960.        |
| 10,6*    | Гизела Биркемајер  | Источна Немачка  | Источни Берлин, Источна Немачка        | 16. јул 1960.        |
| 10,5     | Гизела Биркемајер  | Источна Немачка  | Лајпциг, Источна Немачка               | 24. јул 1960.        |
| 10,5*    | Бети Мур           | ВБ               | Касел, Западна Немачка                 | 25. август 1962.     |
| 10,5*    | Карин Балцер       | Источна Немачка  | Лајпциг, Источна Немачка               | 23. мај 1964.        |
| 10,5*    | Ирина Прес         | Совјетски Савез  | Кијев, СССР                            | 9. август 1964.      |
| 10,5*    | Ирина Прес         | Совјетски Савез  | Кијев, СССР                            | 28. август 1964.     |
| 10,5*    | Драга Стамејчич    | СФРЈ             | Цеље, СФР Југославија                  | 5. септембар 1964.   |
| 10,5*    | Памела Килборн     | Аустралија       | Осака, Јапан                           | 25. октобар 1964.    |
| 10,4     | Памела Килборн     | Аустралија       | Сиднеј, Аустралија                     | 6. фебруар 1965.     |
| 10,4*    | Ирина Прес         | Совјетски Савез  | Касел, Западна Немачка                 | 19. септембар 1965.  |
| 10,4*    | Ирина Прес         | Совјетски Савез  | Алма Ата, СССР                         | 9. октобар 1965.     |
| 10,3     | Ирина Прес         | Совјетски Савез  | Тбилиси, СССР                          | 24. октобар 1965.    |
| 10,3*    | Вера Корсакова     | Совјетски Савез  | Рига, СССР                             | 16. јун 1968.        |
| 10,2     | Вера Корсакова     | Совјетски Савез  | Рига, СССР                             | 16. јун 1968.        |